# (865) Zubaida
(865) Zubaida es un asteroide perteneciente al cinturón de asteroides descubierto el 15 de febrero de 1917 por Maximilian Franz Wolf desde el observatorio de Heidelberg-Königstuhl, Alemania.
Está nombrado por Zubaida, un personaje de la ópera Abu Hassan del compositor alemán Carl Maria von Weber (1786-1826).